# Ludwik Mordarski
Ludwik Mordarski (ur. 25 sierpnia 1929 w Limanowej, zm. 18 września 2010 tamże) – polski muzyk, kompozytor i dyrygent, pedagog i nauczyciel.

## Życiorys
Pochodził z rodziny wielodzietnej o wieloletnich tradycjach muzycznych jako syn Mieczysława, nauczyciela muzyki i założycielem orkiestry dętej „Echo Podhala” i Kazimiery Płaczek. 
Uczył się w Państwowym Liceum Administracyjno-Gospodarczym w Nowym Sączu. W 1951 r. uzyskał świadectwo dojrzałości, a następnie ukończył Studium Nauczycielskie w Tarnowie. W 1982 r. uzyskał tytuł magistra wychowania muzycznego w Wyższej Szkole Pedagogicznej w Kielcach. Muzyk, kompozytor, założyciel i kierownik artystyczny zespołu Pieśni i Tańca „Limanowianie”, a także dyrygent orkiestry „Echo Podhala”.
Umiejętność gry na instrumentach muzycznych i wiedzę teoretyczną z dziedziny muzyki, a także zamiłowanie do piękna folkloru Ludwik otrzymał od ojca. Wraz z resztą rodzeństwa już od najmłodszych lat uczestniczył w życiu muzycznym swojego środowiska. Wychowywał się w atmosferze poczucia piękna muzyki oraz umiłowania tradycji ludowych co zaowocowało żywym zainteresowaniem muzyką ludową.
Przez wiele kolejnych lat odwiedzał wsie powiatu limanowskiego zbierając od najstarszych mieszkańców informacje dotyczące folkloru muzycznego. Dokonał zapisu nutowego wielu melodii ludowych (opublikowane m.in. w IX tomie Dziedzictwa Kulturowego pt. „Muzyka Ziemi Limanowskiej” wspólnie ze swym synem Leszkiem). Dokumentuje również inne przejawy kultury ludowej: obrzędy, zwyczaje, tańce i przyśpiewki ludowe. W trakcie swoich badań regionu uzyskał informacje o istniejących w przeszłości instrumentach pasterskich, jak: słomcok (odmiana piskawki języczkowej), pasterskie trąbki obojowe, rzemycek, burkoc-konewka, fujarki różnych odmian.
Po śmierci brata Mieczysława (juniora) w 1959 r., przejął kierownictwo orkiestry dętej „Echo Podhala”. W 1969 r. założył Regionalny Zespół Pieśni i Tańca „Limanowianie”.
2 grudnia 2008 r., podczas uroczystości w Miejskim Centrum Kultury „Sokół” w Nowym Sączu, odebrał z rąk marszałka województwa małopolskiego Marka Nawary nadany przez ministra kultury i dziedzictwa narodowego  Bogdana Zdrojewskiego Brązowy Medal „Zasłużony Kulturze Gloria Artis”. 14 sierpnia 2010 r. Rada Miasta Limanowej i burmistrz miasta Marek Czeczótka wręczyli Ludwikowi Mordarskiemu medal i odznaczenie Honorowego Obywatela Miasta Limanowej przyznany mu przez Radę Miasta uchwałą nr XLV/319 z 30 kwietnia 2010 r.
Zmarł 18 września 2010 r. w Limanowej.

## Ordery i odznaczenia
- Krzyż Oficerski Orderu Odrodzenia Polski (1998)
- Krzyż Kawalerski Orderu Odrodzenia Polski (1978)
- Złoty Krzyż Zasługi (1973)
- Brązowy Medal „Zasłużony Kulturze Gloria Artis” (9 lipca 2008)[2]

## Twórczość i działalność muzyczna
Suita Pasterska oparta na motywach ludowych. Opracowanie na orkiestrę pieśni legionowych i patriotycznych. Ponad 100 pieśni, w tym: Wśród Gór Beskidu, Przebolesna Matko, Witaj Nam Matko.

### Regionalny Zespół Pieśni i Tańca „Limanowianie”
Zespół powstał w 1969 r. dzięki entuzjastom folkloru, a także poparciu władz CPN w Krakowie, Kierownika Bazy w Limanowej, nieżyjącego już Józefa Pacha oraz Przewodniczącego rady Zakładowej Edwarda Widomskiego. Jego pierwszymi członkami byli: Ludwik Odziomek, Edward Król, Michał Pajor...
Repertuar zespołu stanowią pieśni, przyśpiewki, tańce, obrzędy i zwyczaje (ograbek, słomioki śmiguśne, podłaźniki, jasełka) zebrane przez kierownika, Ludwika Mordarskiego. Do 2006 r. zespół „Limanowianie” dał ponad 1200 występów na terenie kraju i poza jego granicami.

### Dokumentacja folkloru limanowskiego
Ludwik Mordarski dokonał zapisu nutowego ponad 300 melodii ludowych. Zebrał informacje na temat istniejących w przeszłości instrumentów pasterskich (np. słomcok, rzemycek, burkoc, fujarki różnych odmian).

## Podróże
Wyjazdy zagraniczne z Regionalnym Zespołem Pieśni i Tańca „Limanowianie” oraz z orkiestrą „Echo Podhala”... (Europa Zachodnia, m.in. Niemcy, Hiszpania, Włochy oraz Kuwejt, Chiny...)

## Publikacje i filmografia

### Publikacje własne i opracowania
- opis instrumentów pasterskich z regionu limanowskiego w książce Tradycyjne i obecnie stosowane instrumenty w muzyce ludowej na Ziemi Limanowskiej (1995)
- opracowania instrumentów pasterskich z regionu limanowskiego w wyd. pt. Ludowe instrumenty muzyczne polskiego obszaru karpackiego (prof. Alojzy Kopoczek, 1996)
- opis tańców i melodii ludowych z regionu limanowskiego w leksykonie Taniec w polskiej tradycji (dr Grażyna Władysława Dąbrowska, 2005)
- Muzyka Ziemi Limanowskiej (2005)

### Filmy
- Twórcy Instrumentów Ludowych i Instrumentaliści Ziemi Limanowskiej
- Obrzędy, zwyczaje w regionie limanowskim, kultywowane przez regionalny Zespół Pieśni i Tańca „Limanowianie”
- Śladami pobytu Józefa Piłsudskiego na Ziemi Limanowskiej w 1914 r. Pomniki i cmentarze z okresu I wojny światowej

Filmy kronikarskie:
- Kapela Limanowska w Kuwejcie (1990)
- „Limanowianie” w Hiszpanii - na Światowej Wystawie EXPO-92 w Sewilli (1992)
- „Limanowianie” na Światowych Targach Turystyki w Berlinie (1994)